# 던즈엉현
던즈엉현(Huyện Đơn Dương / 縣單陽)은 베트남 럼동성에 있는 현이다. 면적은 611.56km2, 2009년을 기준으로 인구는 93,700명이다.

## 행정 구역
2개의 시진과 8개의 사로 구성된다.

### 시진
- 타인미 시진 (Thị trấn Thạnh Mỹ 盛美市鎭)
- 쩐드란 시진 (Thị trấn Đ’Ran)

### 사
- 까도 사 (Xã Ka Đô, 嘎多社)
- 까던 사 (Xã Ka Đơn, 嘎敦社)
- 락럼 사 (Xã Lạc Lâm, 樂林社)
- 락쑤언 사 (Xã Lạc Xuân, 樂春社)
- 프로 사 (Xã Pró)
- 꽝럽 사 (Xã Quảng Lập, 廣立社)
- 뚜짜 사 (Xã Tu Tra, 都紥社)
- 다론 사 (Xã Đạ Ròn)